# 希尔顿黑德岛 (南卡罗来纳州)
希尔顿黑德岛（英文：Hilton Head Island），是美国南卡罗来纳州下属的一座城市。城市类型是“Town”。其面积大约为69.13平方英里（179.05平方公里）。根据2010年美国人口普查，该市有人口37,099人，人口密度约为每平方 英里536.62人（约合每平方公里207.2人）。